# Rory Underwood
Rory Underwood (* 19. června 1963 Middlesbrough) je bývalý anglický ragbista, který hrál jako křídlo. Obdržel Řád Britského impéria v roce 1992.
Za anglickou reprezentaci odehrál 85 zápasů a položil 49 pětek (1984–1996) Zatím je stále hráčem, co za Anglii položil nejvíce pětek v historii. Na MS 1991 skončil druhý. Během tohoto turnaje se stal prvním Angličanem, co za reprezentaci odehrál 50 zápasů. Čtyřikrát vyhrál Pohár 5 národů (1991, 1992, 1995, 1996). Odehrál 6 zápasů za Britské a Irské lvy. Se svým bratrem Tonym se stali prvním bratrskou dvojicí od roku 1937 (v roce 1992), co v reprezentačním zápase hráli za Anglii.
Na klubové úrovni strávil značnou část kariéry za Leicester Tigers, za které odehrál 236 utkání a připsal si 670 bodů (1983–1997). V roce 2000 byl zvolen do nejlepšího týmu století Leicesteru Tigers. V roce 1988 a 1995 vyhrál s týmem nejvyšší anglickou ligu. V roce 1993 a 1997 vyhrál s klubem Anglický pohár. Kariéru ukončil v roce 1998 za anglické druholigové družstvo Bedford Blues. 
Už během své ragbyové kariéry byl letcem Královského letectva (RAF). Později se stal konzultantem. V květnu 1999 založil se svým kamarádem a také bývalým letcem Johnem Petersem společnost pro školení managementu a týmové práce. Také se stal motivačním řečníkem.